# George MacBeth
George Mann MacBeth (Shotts, 19 gennaio 1932 – Tuam, 16 febbraio 1992) è stato un poeta e romanziere scozzese.

## Biografia
Era nato a Shotts, un piccolo centro agricolo nel Lanarkshire Settentrionale.
Il padre, George MacBeth, era un tecnico minerario, la madre Amelia Morton Mary Mann MacBeth era figlia di un antiquario.
Quando aveva tre anni, la sua famiglia si trasferì a Sheffield. Il padre morirà in quella città a causa di un attacco aereo durante la seconda guerra mondiale.
Contrasse una febbre reumatica, per cui venne ricoverato in ospedale a dodici anni e che rese difficile la sua adolescenza.
Fu educato a Sheffield alla King Edward VII School dove, nel 1951, venne nominato Head Prefect, incarico di responsabilità nella gestione degli altri studenti, allora in uso nei college inglesi.
Passò poi al New College, uno dei 38 college dell'Università di Oxford. con una borsa di studio in materie classiche.
Fu assunto dalla BBC Radio dopo il diploma nel 1955 presso l'Università di Oxford. Lì lavorò come produttore di programmi di poesia, in particolare per il terzo programma fino al 1976.
È stato anche un membro dell'organizzazione letteraria The Group, una associazione informale di poeti, fondata da Philip Hobsbaum e Edward Lucie-Smith, che si riuniva a Londra tra la metà degli anni cinquanta e la metà degli anni sessanta.
Si dimise dalla BBC per scrivere; tra l'altro creò una serie di thriller con protagonista la spia Cadbury. Dopo aver concluso la sua collaborazione con la BBC divorziò dalla sua prima moglie e sposò la scrittrice Lisa St. Aubin de Terán, da cui ebbe un figlio, Alexander Morton George MacBeth. Seguì un rancoroso divorzio e il trasferimento, nel 1989, con la sua nuova moglie, Penny, in Irlanda per vivere a Tuam nella Contea di Galway. Pochi mesi dopo a George MacBeth venne diagnosticata una malattia ai motoneuroni, di cui morì a Tuam all'inizio del 1992. Nella sua ultima poesia MacBeth fornì una anatomia della sua malattia crudele e narrò la distruzione che causava in due persone profondamente innamorate. Penny e George ebbero due figli, Lally e George.
Nel 1965 aveva partecipato all'International Poetry Incarnation.

Ricevette il Geoffrey Faber Memorial Prize nel 1964 per la sua opera The Broken Places: Poems.

Poems from Oby (1982) fu segnalata dalla Poetry Book Society; Oby è un villaggio della contea di Norfolk.

## Opere scelte
MacBeth è stato uno scrittore prolifico di poesie e romanzi anche per adolescenti.
- (EN) The Broken Places, Lowestoft (Suffolk), Scorpion Press, 1963,  p. 72.
- (EN) A Doomsday Book: Poems and Poem-games, Lowestoft (Suffolk), Scorpion Press, 1965,  p. 80.
- (EN) The Colour of Blood, Londra, Macmillan, 1967,  p. 77, ISBN 0-333-05483-0.
- (EN) Jonah and the Lord, New York, Holt, 1970, ISBN 0-03-081612-2.
- (EN) Shrapnel, Londra, Macmillan, 1972,  p. 64, ISBN 0-333-14136-9.
- (EN) The Transformation, Londra, Gollancz, 1975,  p. 96, ISBN 0-575-01920-4.
- (EN) Poems of love and death, New York., Atheneum, 1980,  pp. 57, ISBN 0-689-11049-9.
- (EN) Poems from Oby, Londra, Secker & Warburg, 1982,  pp. 67, ISBN 0-436-27017-X.
- (EN) The Rectory Mice, Londra, Hutchinson, 1982,  p. 198, ISBN 0-09-147940-1.
- (EN) The Katana, New York, Simon and Schuster, 1981,  pp. 239, ISBN 0-671-43245-1.
Romanzo basato sui diari di guerra di John Beeby, noto anche come: (EN) A kind of treason, Londra, Hodder and Stoughton, 1981,  p. 239, ISBN 0-340-26490-X.
- (EN) A Child of the War, Londra, Jonathan Cape Ltd, 1987,  pp. 192, ISBN 0-224-02436-1. (autobiografia)